# Dòng thời gian của đại dịch COVID-19 tháng 3 năm 2021
Bài này ghi lại dòng thời gian và dịch tễ học của SARS-CoV-2 vào tháng 3 năm 2021, loại virus gây ra bệnh coronavirus 2019 (COVID-19) và là nguyên nhân gây ra đại dịch COVID-19. Các trường hợp nhiễm COVID-19 ở người đầu tiên được xác định ở Vũ Hán, Trung Quốc, vào tháng 12 năm 2019.

## Dòng thời gian

### 1 tháng 3
- Thủ tướng Anh Boris Johnson thông báo, đến cuối tháng 2/2021 trên toàn quốc, đã có hơn 20 triệu dân trên tổng số 66 triệu được chích ngừa Covid-19, tối thiểu là được tiêm mũi vac-xin đầu tiên.  (RFI)

### 2 tháng 3
- Hơn 11 triệu gia đình Mỹ sẽ đối diện với nguy cơ vô gia cư khi lệnh hoãn đuổi nhà từ liên bang hết hạn trong năm nay, The Hill trích dẫn báo cáo của cơ quan Bảo Vệ Tài Chánh Người Tiêu thụ (CFPB). (nguoi-viet)

### 4 tháng 3
- Trong buổi họp báo tại một nhà hàng ở Lubbock, Texas, Thống Đốc Greg Abbott của đảng Cộng Hòa tuyên bố sẽ ban hành lệnh mới, hủy bỏ hầu hết biện pháp chống COVID-19 trước đó, bao gồm lệnh đeo khẩu trang toàn tiểu bang.  (nguoi-viet)
- Hội Nghị Giám Mục Công Giáo Hoa Kỳ, cũng như ít nhất sáu giáo phận khác trên cả nước, ra tuyên bố bày tỏ “lo ngại về mặt đạo đức” đối với vaccine J&J, vì loại vaccine này dùng tế bào nuôi cấy trong phòng thí nghiệm mà có nguồn gốc từ tế bào được trích trong những năm 1980 từ phôi bào thai bị nạo bỏ.  (nguoi-viet)
- Đức gia hạn cách ly xã hội cho tới ngày 28 tháng 3 với vài nới lỏng, như cho phép người từ 2 căn hộ được gặp nhau, các cửa tiệm cần thiết cho nhu cầu hàng ngày, cũng như các tiệm sách, bán bông và cây cối. (Welt)
- Chính phủ Đức cho biết họ đã phê chuẩn vaccine Oxford-AstraZeneca để tiêm cho người trên 65, sau những tranh cãi nhiều tuần về 'tính hiệu quả' của vaccine này.  (BBC)

### 7 tháng 3
- Dân Biểu Hubert Võ (Dân Chủ), đại diện Địa Hạt 149 của Hạ Viện Tiểu Bang Texas, lên tiếng phản đối quyết định của ông Greg Abbott (Cộng Hòa), thống đốc Texas, tuyên bố “mở cửa 100%” và bãi bỏ lệnh bắt buộc đeo khẩu trang trên toàn tiểu bang.  (nguoi-viet)

### 8 tháng 3
- Với 318 ca tử vong do vi rút corona trong vòng 24 giờ, Ý vượt qua ngưỡng 100.000 cái chết. (n-tv)

### 9 tháng 3
- Lần đầu tiên sau gần ba tháng rưỡi, ít hơn một nghìn ca tử vong do coronavirus, 749 ca, được ghi nhận ở Hoa Kỳ trong vòng một ngày. Mức cao nhất là 4.473 người chết vào ngày 12 tháng 1. Lần cuối cùng con số dưới một nghìn là vào ngày 29 tháng 11, ít nhất 822 người chết.  (Spiegel)

### 11 tháng 3
- Cơ quan Quản lý Y Dược EU nhấn mạnh rằng không có chỉ dấu nào cho thấy vaccine AstraZeneca gây ra tình trạng máu đông. Việc Đan Mạch và Na Uy tạm dừng việc sử dụng được áp dụng như một biện pháp thận trọng. (BBC)

### 12 tháng 3
- Tổng thống Biden lên án những "tội ác hận thù" nhằm vào người gốc Á thời Covid-19, gọi đây là hành động "không phải người Mỹ". (vnexpress)

### 13 tháng 3
- Nước Pháp vượt qua ngưỡng 90.000 ca tử vong do Covid-19 kẻ từ khi đại dịch bùng phát cách đây một năm, Hiện giờ, mỗi ngày tại Pháp vẫn có thêm từ 20.000 đến 30.000 ca nhiễm mới (hôm qua là khoảng 25.000). (vnexpress)

### 14 tháng 3
- Pháp có thêm gần 30.000 ca nhiễm Covid-19 trong vòng 24 giờ. Số giường chăm sóc đặc biệt tại vùng Ile-de-France, nơi có thủ đô Paris, gần đầy : 95,9% so với tỉ lệ trung bình 80,5% trên cả nước. Độ tuổi của nhiều bệnh nhân phải vào khu chăm sóc đặc biệt ngày càng trẻ. (RFI)

### 15 tháng 3
- Làn sóng Covid-19 thứ ba đang mở rộng khắp châu Âu, buộc một số quốc gia phải áp đặt biện pháp hạn chế mới trong vài ngày tới. (vnexpress)

### 16 tháng 3
- Trong vòng một tuần, gần 13.000 người Brazil đã thiệt mạng do dịch Covid-19, cao hơn bất kỳ quốc gia nào khác, và hơn 464.000 người khác mắc bệnh. (tuoitre)
- Ba nước châu Âu là Đức, Ý và Pháp đồng loạt hoãn sử dụng vắc xin COVID-19 của AstraZeneca từ ngày 15-3 sau khi có báo cáo về tình trạng đông máu sau khi tiêm.  (tuoitre)

### 17 tháng 3
- Pháp ghi nhận 29.975 ca mới. Thủ tướng Pháp Jean Castex nói, Pháp đã bước vào đợt đại dịch COVID-19 thứ ba, khi các ca mới, tính trung bình trong giai đoạn bảy ngày, tăng trên 25.000. (VOA)

### 19 tháng 3
- Cơ quan Dược phẩm châu Âu (EMA) ngày 18-3 tuyên bố vắc xin COVID-19 của hãng dược AstraZeneca an toàn và hiệu quả, mở ra hi vọng cho phép hàng chục quốc gia tiếp tục sử dụng vắc xin AstraZeneca. (tuoitre)

### 20 tháng 3
- Truyền thông Trung Quốc đưa tin ca lây nhiễm COVID-19 trong cộng đồng đầu tiên ở nước này kể từ tháng 2-2021 là một nhân viên y tế đã tiêm đủ 2 liều vắc xin.  (tuoitre)
- 1/3 dân số Pháp - 21 triệu dân của 16 tỉnh, chủ yếu ở 2 vùng Haut de France và Île-de-France (Paris và vùng phụ cận), bước vào giai đoạn phong tỏa thứ ba kéo dài 4 tuần để kềm chế làn sóng dịch Covid-19 mới. (RFI)

### 21 tháng 3
- Miami Beach, thành phố biển ở bang Florida (Mỹ), đã phải áp dụng giới nghiêm và tuyên bố tình trạng khẩn cấp do số người đi du lịch đổ xô đến đây quá đông gây hỗn loạn, thậm chí ẩu đả. (tuoitre)
- Các nhà khoa học Đức và Áo tuyên bố tìm ra nguyên nhân vắc xin AstraZeneca gây chứng đông máu và giải pháp chữa trị dứt tình trạng này khi nó vừa xảy ra. (tuoitre)

### 22 tháng 3
- Tổng thống Brazil cho rằng những thống đốc áp lệnh phong tỏa ngăn Covid-19 là "bạo chúa", tuyên bố sẽ đấu tranh cho "tự do" của người ủng hộ. (vnexpress)

### 27 tháng 3
- Philippines tái áp đặt biện pháp phong tỏa ở thủ đô Manila và các tỉnh lân cận, ảnh hưởng khoảng 24 triệu dân, sau khi số ca nhiễm nCoV mới tăng mạnh. (vnexpress)

### 31 tháng 3
- BioNTech-Pfizer cho biết vaccine của họ có hiệu quả 100% phòng nCoV ở trẻ 12-15 tuổi, khi họ đang xúc tiến để được phép tiêm vaccine cho thiếu niên trước năm học tới.  (vnexpress)